# Левулиновый ангидрид
Левулиновый ангидрид — органическое вещество, ангидрид левулиновой кислоты. Применяется в органическом синтезе как реагент для постановки на гидроксильные и аминогруппы левулиновой защиты, позволяющей не только дифференцировать места модификации в многоатомных спиртах, но и провести удаление в исключительно мягких условиях.

## Получение
Левулиновый ангидрид не доступен коммерчески, поэтому его получают в лабораторных условиях по реакции левулиновой кислоты с дициклогексилкарбодиимидом в диэтиловом эфире. Для выделения продукта осадок отфильтровывают, а растворитель удаляют в вакууме. Левулиновый ангидрид оказывает раздражающее действие и чувствителен к влаге. Его хранят в инертной атмосфере в прохладном и сухом месте.

## Химические свойства
Левулиновый ангидрид представляет интерес в связи с тем, что его можно использовать для постановки на спирты левулиновой защитной группы. Впервые такое его применение было описано в 1970-х гг. Особенно часто эту группу используют в случае многоатомных спиртов, таких как углеводы, нуклеотиды и стероиды, поскольку её можно селективно удалить в исключительно мягких условиях, не затрагивая другие сложноэфирные связи и функциональные группы. Также карбонильную группу левулиновой функции используют в биомолекулярных исследованиях для проведения биоконъюгации.
Типичными условиями постановки левулиновой защиты является реакция спиртов с левулиновым ангидридом в пиридине (иногда в присутствии 4-диметиламинопиридина). Хлорангидрид левулиновой кислоты для этих целей применять нельзя, поскольку он даёт неустойчивые псевдоэфиры левулиновой кислоты.
Первичные спирты удаётся ввести в реакцию с левулиновым ангидридом, не затрагивая вторичные гидроксильные группы. В зависимости от строения спиртов, региоселективность может достигать очень хороших значений.
Для удаления левулиновой группы можно применять типичные основные условия (к кислотным реагентам она устойчива), однако имеет смысл пользоваться максимально мягкими реагентами, которые позволяют не затронуть другие чувствительные места молекулы. С этой целью был предложен боргидрид натрия, который атакует оксогруппу левулиновой защиты, а образующийся алкоголят-ион внутримолекулярно разрушает сложноэфирную связь. Такая реакция проводится практически в нейтральной среде.
Другой популярный метод удаления левулиновой группы связан с использованием гидразина в пиридине и уксусной кислоте (4:1) при комнатной температуре. Реакция протекает обычно в течение нескольких минут.